# 市橋翔哉
市橋 翔哉（いちはし しょうや、1997年11月5日 - ）は、広島県出身の男性フィギュアスケート選手。2015年からペア選手として活動し、元パートナーは柚木心結、三浦璃来。2023年、自身のSNSにて競技スケートからの引退を発表。関西大学社会安全学部在学中。

## 経歴
小学2年生の頃スケートを始めた。
小学3年生のときに長光歌子に師事して当初はシングル選手として活動、中学1年生のときに出場した2010年全日本ノービス選手権で4位になり頭角を現し、日本スケート連盟強化選手に選ばれたが、翌年の夏に足首を骨折、以後3度骨折を繰り返した。
本田武史の勧めもあって、高校1年のときにペアスケーティングのトライアルに参加。2015年に同じ練習拠点だった三浦璃来とペアを結成した。
2015年12月、全日本選手権ジュニアクラスで優勝、初めての国際大会となった2016年ババリアンオープンでは7位となった。
2016年12月、全日本選手権ジュニアクラスで2連覇を達成。2017年1月に開催されたメンタートルン杯で優勝を果たした。
2017年3月、初出場となった2017年世界ジュニア選手権ではショートプログラム11位、フリースケーティング13位で総合11位となった。
2019年7月、三浦璃来とのペア解消を発表した。
2021年9月、新たに柚木心結とペアを結成し11月の西日本選手権でデビュー、競技会へ復帰となった。

### 2022-23シーズン
9月、柚木とのペア結成後初めての国際大会となるネーベルホルン杯に出場。ショートプログラム・フリースケーティングとも大きなミスなく終え最終順位は10位、四大陸選手権への出場に必要なミニマムスコアをクリアした。さらにフリーでは世界選手権出場のミニマムスコアをも上回った。
2022年11月、市橋が一身上の都合により、今後競技を続けることが難しくなったこと、柚木心結とのカップル解消をSNSで公表。

## 主な戦績

### ペア
- 2018-19シーズンまでは三浦璃来とカップル。
- 2021-22シーズンからは柚木心結とカップル。

| 大会/年              | 2015-16  | 2016-17  | 2017-18  | 2018-19  | 2021-22  | 2022-23  |
| 国際大会             | 国際大会 | 国際大会 | 国際大会 | 国際大会 | 国際大会 | 国際大会 |
| -------------------- | -------- | -------- | -------- | -------- | -------- | -------- |
| 四大陸選手権         |          |          | 10       |          |          |          |
| CSネーベルホルン杯   |          |          |          |          |          | 10       |
| CSゴールデンスピン   |          |          | 6        |          |          |          |
| 世界Jr.選手権        |          | 13       | 10       | 14       |          |          |
| JGPリッチモンド      |          |          |          | 4        |          |          |
| JGPオーストリア杯    |          |          |          | 7        |          |          |
| JGPバルティック杯    |          |          | 10       |          |          |          |
| JGPリガ              |          |          | 10       |          |          |          |
| メンタートルン杯     |          | 1 J      |          |          |          |          |
| ババリアンオープン   | 7 J      |          |          |          |          |          |
| 国内大会             |          |          |          |          |          |          |
| 全日本選手権         |          |          |          | WD       | 1        |          |
| 全日本ジュニア選手権 | 1        | 1        | 1        |          |          |          |
| 団体戦               |          |          |          |          |          |          |
| 世界国別対抗戦       |          |          |          | T2 / P6  |          |          |

- J = ジュニアクラス

### 詳細
| 2022-2023 シーズン   |                                              |          |          |           |
| 開催日               | 大会名                                       | SP       | FS       | 結果      |
| 2022年9月21日 - 24日 | 2022年ネーベルホルン杯（オーベルストドルフ） | 11 48.09 | 10 92.37 | 10 140.46 |

| 2021-2022 シーズン    |                                                  |         |         |          |
| 開催日                | 大会名                                           | SP      | FS      | 結果     |
| 2021年12月22日 - 26日 | 第90回全日本フィギュアスケート選手権（さいたま） | 1 34.77 | 1 80.95 | 1 115.72 |

| 2018-2019 シーズン     |                                                        |         |          |                 |
| 開催日                 | 大会名                                                 | SP      | FS       | 結果            |
| 2019年4月11日 - 14日   | 2019年世界フィギュアスケート国別対抗戦（福岡）         | 6 44.93 | 6 92.98  | 2 (団体) 137.91 |
| 2019年3月4日 - 10日    | 2019年世界ジュニアフィギュアスケート選手権（ザグレブ） | 9 51.55 | 15 78.75 | 14 130.30       |
| 2018年12月20日 - 24日  | 第87回全日本フィギュアスケート選手権（門真）           | 2 49.70 | -        | WD -            |
| 2018年9月12日 - 15日   | ISUジュニアグランプリ JGPリッチモンド（リッチモンド）  | 5 51.55 | 3 89.85  | 4 141.40        |
| 2018年8月29日 - 9月1日 | ISUジュニアグランプリ JGPオーストリア杯（リンツ）      | 7 45.98 | 6 85.69  | 7 131.67        |

| 2017-2018 シーズン   |                                                        |          |          |           |
| 開催日               | 大会名                                                 | SP       | FS       | 結果      |
| 2018年1月22日 - 27日 | 2018年四大陸フィギュアスケート選手権（台北）           | 10 44.25 | 10 81.94 | 10 126.19 |
| 2018年3月5日 - 11日  | 2018年世界ジュニアフィギュアスケート選手権（ソフィア） | 9 50.30  | 11 86.92 | 10 137.22 |
| 2017年12月6日 - 9日  | ISUチャレンジャーシリーズ ゴールデンスピン（ザグレブ） | 6 43.84  | 6 75.40  | 6 119.24  |
| 2017年10月4日 - 7日  | ISUジュニアグランプリ バルティック杯（グダニスク）     | 12 46.14 | 9 81.58  | 10 127.72 |
| 2017年9月6日 - 9日   | ISUジュニアグランプリ リガ杯（リガ）                   | 10 40.08 | 8 74.23  | 10 114.31 |

| 2016-2017 シーズン    |                                                    |          |          |           |
| 開催日                | 大会名                                             | SP       | FS       | 結果      |
| 2017年3月13日 - 19日  | 2017年世界ジュニアフィギュアスケート選手権（台北） | 11 46.90 | 13 73.29 | 13 120.19 |
| 2016年12月10日 - 15日 | 2017年メンタートルン杯（トルン）                   | 1 42.04  | 1 70.31  | 1 112.35  |
| 2016年12月22日 - 25日 | 第85回全日本フィギュアスケート選手権（門真）       | 1 39.19  | 1 72.49  | 1 111.68  |

| 2015-2016 シーズン    |                                                      |         |         |          |
| 開催日                | 大会名                                               | SP      | FS      | 結果     |
| 2016年2月17日 - 21日  | 2017年2016年ババリアンオープン（オーベルストドルフ） | 7 35.08 | 7 59.49 | 7 94.57  |
| 2015年12月24日 - 27日 | 第84回全日本フィギュアスケート選手権（札幌）         | 1 37.11 | 1 70.39 | 1 107.50 |

### シングル
| 国内大会             | 国内大会 | 国内大会 | 国内大会 | 国内大会 | 国内大会 | 国内大会 |
| 大会/年              | 2008-09  | 2009-10  | 2010-11  | 2011-12  | 2012-13  | 2013-14  |
| -------------------- | -------- | -------- | -------- | -------- | -------- | -------- |
| 全日本ジュニア選手権 |          |          |          |          |          | 24       |
| 全日本ノービス選手権 | 9 B      | 12 A     | 4 A      |          |          |          |

- B - Bクラス
- A - Aクラス

## プログラム使用曲
| シーズン  | SP                                                                                 | FS                                                                               | EX |
| --------- | ---------------------------------------------------------------------------------- | -------------------------------------------------------------------------------- | -- |
| 2022-2023 | Black Car 曲：Leon Else 振付：キャシー・リード                                     | エクソジェネシス：交響曲第３部 曲：ミューズ 振付：キャシー・リード               |    |
| 2021-2022 | Black Car 曲：Leon Else 振付：キャシー・リード                                     | エクソジェネシス：交響曲第３部 曲：ミューズ 振付：キャシー・リード               |    |
| 2018-2019 | クライ・ミー・ア・リヴァー 作曲：アーサー・ハミルトン 振付：ジュリー・マルコット   | ワルソー・コンチェルト 作曲：リチャード・アディンセル 振付：ヴァレリー・サウレー |    |
| 2017-2018 | ミス・サイゴン 作曲：クロード＝ミシェル・シェーンベルク 振付：ジュリー・マルコット | ワルソー・コンチェルト 作曲：リチャード・アディンセル 振付：ヴァレリー・サウレー |    |
| 2016-2017 | ミス・サイゴン 作曲：クロード＝ミシェル・シェーンベルク 振付：ジュリー・マルコット | チャップリンメドレー 振付：ヴァレリー・サウレー                                  |    |